# Hervé Gobilliard
Hervé Gobilliard, né le 4 novembre 1941 à Loches (Indre-et-Loire, France), est un général d'armée français. Il a exercé les fonctions de commandant de la 11e Division Parachutiste et du Secteur de Sarajevo pendant la guerre de Bosnie-Herzégovine, puis d'inspecteur général de l'Armée de terre et, enfin, de gouverneur des Invalides de 2002 à 2009.

## Biographie
Hervé Gobilliard effectue trois séjours au 1er Régiment de hussards parachutistes comme chef de peloton, puis comme chef du bureau instruction-opérations et enfin comme chef de corps. Il devient ensuite instructeur des élèves officiers de réserve à Saumur et commande un escadron de chars AMX-30 au 1er Régiment de cuirassiers à Saint-Wendel, en Allemagne, puis devient aide de camp du Chef d'état-major de l'Armée de terre française.
Après avoir étudié à l'École de guerre et à l'IHEDN, il sert comme responsable des programmes blindés à l'État-Major, puis comme sous-chef opérations et logistique et au cabinet du Ministre de la Défense comme chef adjoint du cabinet militaire.
Il devient commandant de la 11e Division Parachutiste, puis du Secteur de Sarajevo pendant la guerre de Bosnie, entre 1994 et 1995. Le 27 mai 1995, alors que des Serbes se sont emparés du poste Sierra Victor, au centre de Sarajevo et que onze Casques bleus français ont été capturés, il ordonne la reprise du pont de Vrbanja par la force – l'action est menée par le capitaine François Lecointre et par le lieutenant Bruno Heluin à la tête d'une section –, en opposition au vœu de l'ONU qui cherchait une solution par la diplomatie. Selon Jean Guisnel, cet épisode permet « de renverser le sens de la guerre, et de conduire in fine à la victoire dans les Balkans ».
Il commande ensuite les organismes de formation de l'Armée de terre, puis se voit nommé inspecteur général de l'Armée de Terre avant de devenir gouverneur des Invalides le 1er juillet 2002, en remplacement du général Bertrand Guillaume de Sauville de La Presle. Le général Bruno Cuche lui succède le 1er juillet 2009.
Président de la Société d'entraide des membres de la Légion d'honneurdepuis 2009, il laisse sa place à Alain Coldefy en 2018.

## Famille
Il est le père d'Emmanuel Gobilliard, évêque auxiliaire de Lyon à partir de 2016 puis évêque de Digne depuis 2022.

## Décorations
- Grand officier de la Légion d'honneur[6].
- Officier de l'ordre national du Mérite[6].
- Croix de la Valeur militaire avec palme[7].
- Croix du combattant[8]
- Médaille de reconnaissance de la Nation[8]
- Médaille commémorative française[8]
- Médaille de l'ONU pour l'ex-Yougoslavie (UNPROFOR)